# Vu Thần
Vu Thần (chữ Hán: 巫臣), còn gọi là Khuất Vu (屈巫), tự Tử Linh (子灵), là một đại phu nước Sở thời Xuân Thu, về sau phù tá Tấn Cảnh Công, kiến nghị 2 nước Tấn – Ngô giáp kích nước Sở. Ông tự đi sứ đến nước Ngô, dạy người nước Ngô sử dụng chiến xa, giúp nước Ngô trở nên cường thịnh, uy hiếp dữ dội nước Sở.

## Cuộc đời và sự nghiệp
Vu Thần vốn thuộc vương tộc của nước Sở, có tính là Mị (芈姓), thuộc thị tộc Khuất (屈氏); về sau được phong ở đất Thân Lữ, gọi là Thân Công (申公), nên quy về thị tộc Thân. Tiểu thuyết thông tục Đông Chu liệt quốc kể rằng Khuất Vu sang nước Tấn, lấy Vu làm họ, Thần làm tên là hoàn toàn không có căn cứ.
Mùa đông năm 597 TCN, nước Tiêu đánh bại quân Sở, bắt sống và giết chết tướng Sở là bọn Hùng Tướng Nghi Liêu, công tử Bính. Sở Trang vương nổi giận, thúc quân vây khốn nước Tiêu. Vu Thần báo cáo tình hình quân đội khổ sở vì cái lạnh của mùa đông, Trang vương nghe xong, tự mình xem xét rồi vỗ về, an ủi mọi người. Tướng sĩ nước Sở cảm thấy ấm lòng, hăng hái chiến đấu, diệt nước Tiêu.
Tử Trọng (tức công tử Anh Tề, em Trang vương) có công đánh nước Tống (598 TCN), xin được thưởng đất Thân Lữ, Trang vương muốn cho, Vu Thân can ngăn, bèn thôi. Sau đó Trang vương phong đất Thân Lữ cho Vu Thần, ông nghiễm nhiên nhận lấy, gọi là Thân công. Quân Sở phá nước Trần (mùa đông 598 TCN), Sở Trang vương và Tử Phản (tức công tử Trắc, em Trang vương) thấy mẹ của Hạ Trưng Thư là Hạ Cơ vô cùng xinh đẹp, đều muốn lấy làm vợ. Vu Thần uyển chuyển khuyên răn, nên Trang vương đem Hạ cơ gả cho Liên doãn Tương Lão.
Tháng 6 ÂL năm 597 TCN, Tương Lão tử trận ở đất Bật, thây bị quân Tấn lấy đi. Tháng 9 ÂL năm 589 TCN thời Sở Cung vương, Vu Thần nói giúp cho Hạ Cơ về nước Trịnh (Hạ cơ là con gái Trịnh Mục công), để nhờ nước Trịnh làm trung gian với nước Tấn mà xin thây của Tương Lão, tự mình mượn cớ đi sứ nước Tề, rồi trốn sang nước Trịnh, nạp sính lễ xin cưới Hạ Cơ làm vợ. Nước Trịnh trả lại sính lễ, ông vốn muốn sang nước Tề, nhưng quân Tề mới bị quân Tấn đánh bại, bèn đổi ý, đưa Hạ cơ sang nước Tấn. Thành ra Vu Thần kết oán với Tử Trọng và Tử Phản. Tấn Cảnh Công lấy ông làm Hình đại phu.
Tháng 8 ÂL năm 584 TCN, Tử Trọng, Tử Phản diệt tộc của Vu Thần, cùng các đại phu nước Sở chia nhau gia sản của ông. Vu Thần gởi thư cho 2 người, dọa sẽ khiến họ vất vả, mệt mỏi mà chết. Ông tự xin đi sứ nước Ngô, Tấn Cảnh Công đồng ý. Vu Thần thuyết phục 2 nước Tấn – Ngô liên minh chống Sở, dạy người nước Ngô cưỡi ngựa đánh xe, dạy họ bày trận, để con trai là Hồ Dung làm quan ở nước Ngô . Về sau Tử Phản thua quân Tấn mà tự sát, Tử Trọng thua quân Ngô, phát bệnh mà chết, đúng như lời của Vu Thần.
Năm 583 TCN, Vu Thần đi sứ nước Ngô, ghé quá nước Cử, chê thành trì nước Cử đã bị hư hại, Cử tử cho rằng nước Cử ở nơi xa xôi, chẳng việc gì phải lo. Ông phản bác rằng hiện nay các nước đều có xu hướng mở rộng lãnh thổ, không thể không đề phòng. Mùa đông năm sau, quân Sở đánh nước Cử, thành trì nước Cử liên tiếp vỡ lỡ trước sức tấn công của quân Sở, quả như lời của Vu Thần.
Không rõ hậu sự của Vu Thần.